# Epinephelus polylepis
Epinephelus polylepis és una espècie de peix de la família dels serrànids i de l'ordre dels perciformes.

## Morfologia
Els mascles poden assolir els 61 cm de longitud total.

## Distribució geogràfica
Es troba a l'oest de l'Índic.